# Kožuar
Kožuar (cyr. Кожуар) – wieś w Serbii, w okręgu kolubarskim, w gminie Ub. W 2011 roku liczyła 654 mieszkańców.